# 고라쿠엔 경륜장
고라쿠엔 경륜장(일본어: 後楽園競輪場)은 일본 도쿄에 있는 경륜장이다. 도쿄 돔은 이 부지에 건설되었다.
일본 축구 국가대표팀은 1955년, 1956년, 1959년에 이 경기장을 사용했다.